# Viðvík
Viðvík är en vik i Färöarna (Kungariket Danmark).   Den ligger i sýslan Norðoyar, i den nordöstra delen av landet, 40 km norr om huvudstaden Torshamn.